# Штеенграхт фон Мойланд, Густав Адольф
Густав Адольф Штеенграхт фон Мойланд (нем. Gustav Adolf Steengracht von Moyland; 15 ноября 1902, замок Мойланд, Клеве, Германская империя — 7 июля 1969, Мойланд, Клеве, ФРГ) — дипломат, руководящий сотрудник Имперского министерства иностранных дел Германии, статс-секретарь МИДа (31 марта 1943 года — май 1945 года).

## Биография
Отец Густава Адольфа Штеенграхта фон Мойланда — Николас Адриан Штеенграхт ван Мойланд (1834—1906) — был владельцем дворянского поместья и замка Мойланд. Его голландские предки в 1766 году получили этот замок в качестве натурального возмещения за кредиты, выданные прусскому королю во время Семилетней войны.
Указом короля Нидерландов от 19 декабря 1888 года Николас Адриан Штеенграхт получил титул барона Нидерландов. В 1902 году он натурализовался в Пруссии. Согласно нидерландскому дворянскому праву баронский титул перешёл его старшему сыну Хендрику (1869—1932), а затем его потомкам. В этом смысле младший сын Николаса Адриана Густав Адольф бароном не был, однако на основании своего свидетельства о рождении использовал дворянскую приставку «von Moyland» к своей фамилии.
Густав Адольф Штеенграхт фон Мойланд изучал юриспруденцию, сельскохозяйственные науки и экономику. После окончания учёбы получил учёную степень доктора права. В 1933 году вступил в НСДАП и в том же году стал районным руководителем Национал-социалистического союза крестьян в Клеве.
С 1936 года был сотрудником Внешнеполитического «Бюро Риббентропа» в системе Имперского руководства НСДАП. После назначения 11 августа 1936 года Иоахима фон Риббентропа послом Германии в Великобритании Штеенграхт фон Мойланд получил в посольстве пост атташе по сельскому хозяйству. После того, как 4 февраля 1938 года Риббентроп стал имперским министром иностранных дел, Штеенграхт фон Мойланд был переведён в состав Личного штаба Риббентропа. В октябре 1938 года стал начальником протокольного отдела МИДа, министериальдиригент. С 1941 года — главный адъютант Риббентропа в ранге посланника 1-го класса.
31 марта 1943 года сменил Эрнст фон Вайцзеккера на посту статс-секретаря Внешнеполитического управления Имперского министерства иностранных дел.
После войны арестован союзниками. В качестве подсудимого был привлечён к суду Американского военного трибунала по делу «Вильгельмштрассе». 11 апреля 1949 года был приговорён к 7 годам тюремного заключения. Отбывал срок в тюрьме для военных преступников в Ландсберге. Был освобождён по амнистии 28 января 1950 года. Затем жил в замке Мойланд.